# Björkticka
Björkticka (Piptoporus betulinus) är en svampart i familjen Fomitopsidaceae som växer på döda och försvagade björkar. 
Björktickan är vanlig på stammar av björk i hela Sverige, och orsakar en kraftig röta. Fruktkropparna bildas på hösten, lever till nästa vår och är ljust gråbruna med vit undersida.

## Bildgalleri

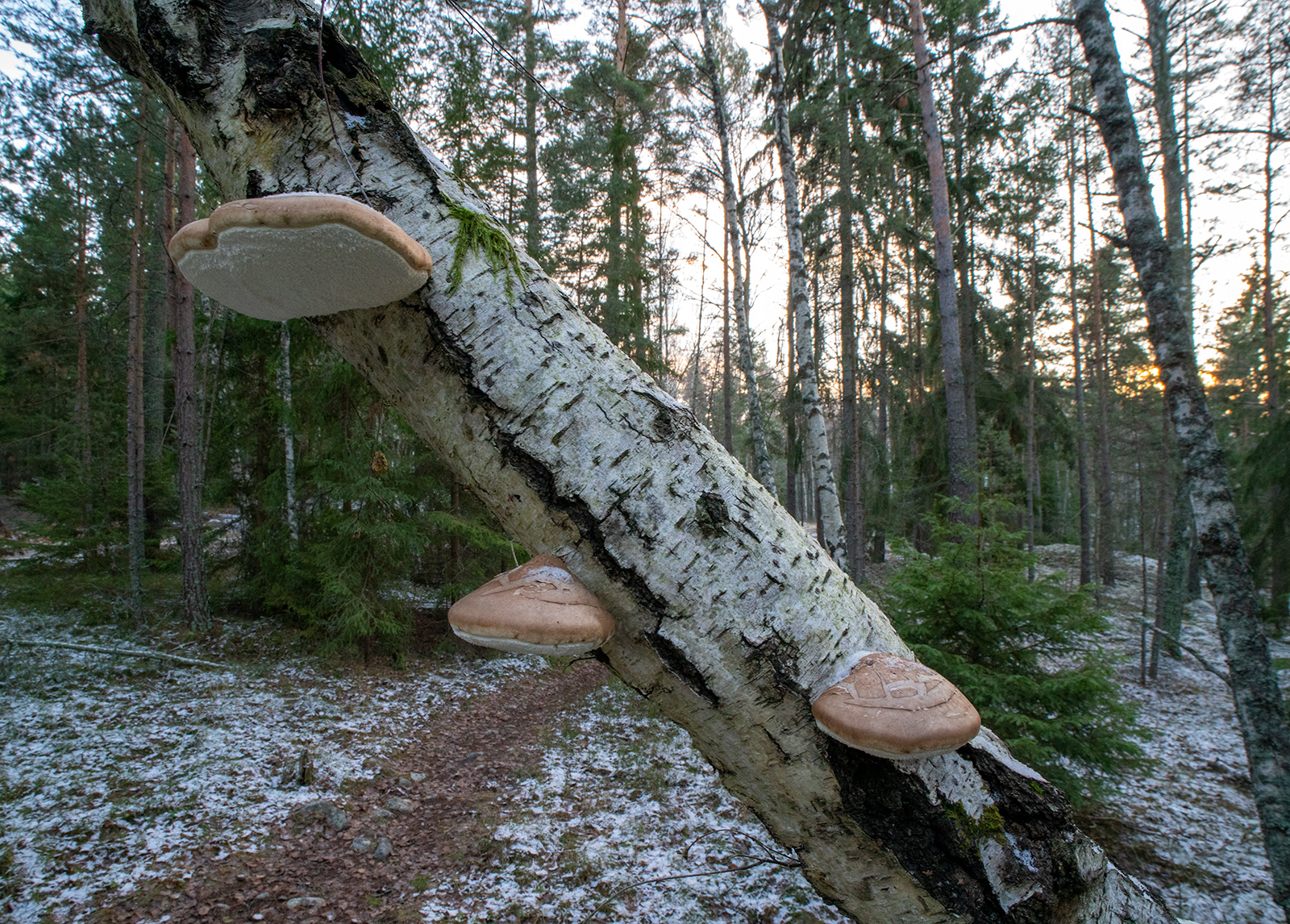
Björktickor på död björk.
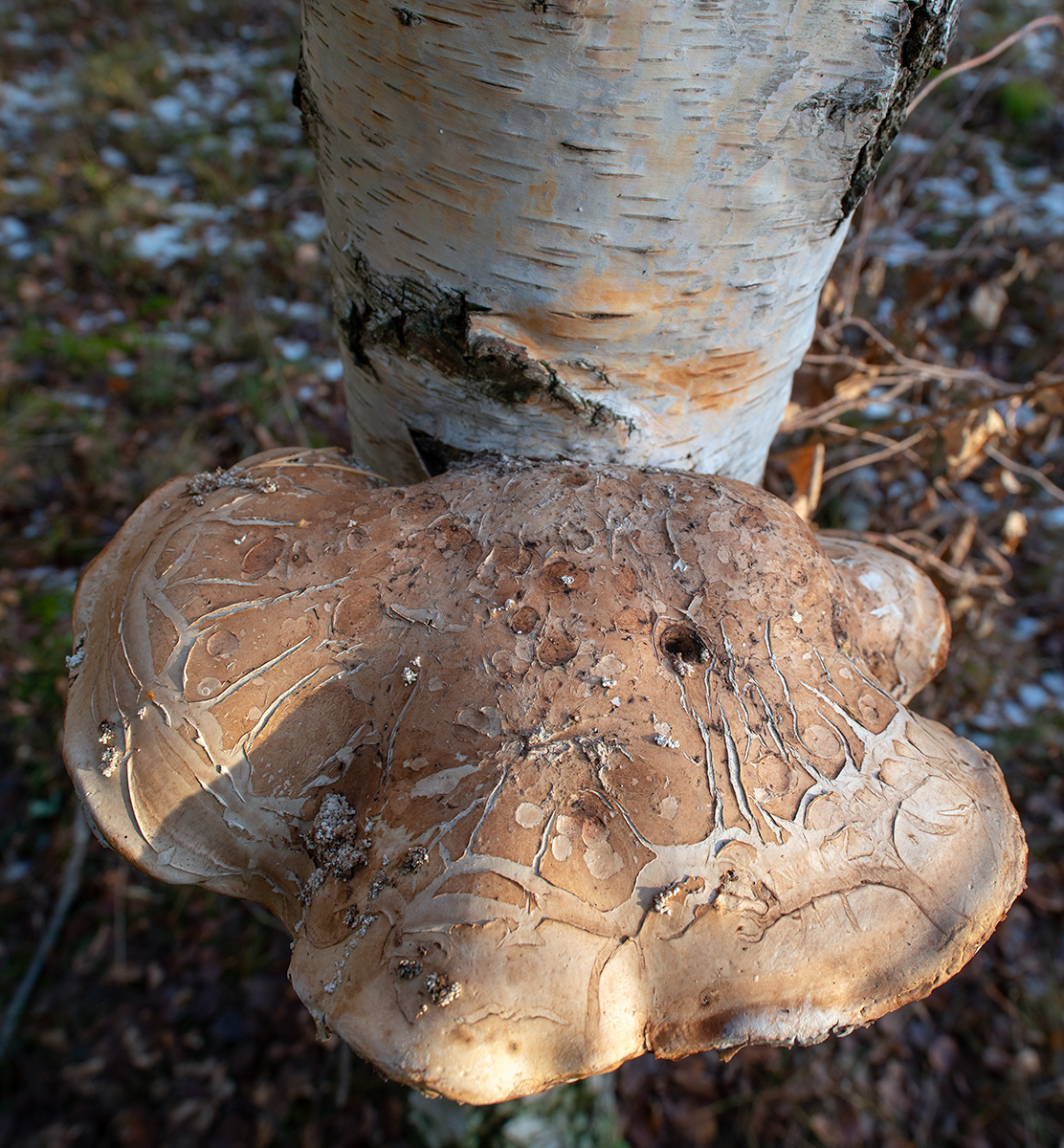
Björkticka - översidan.
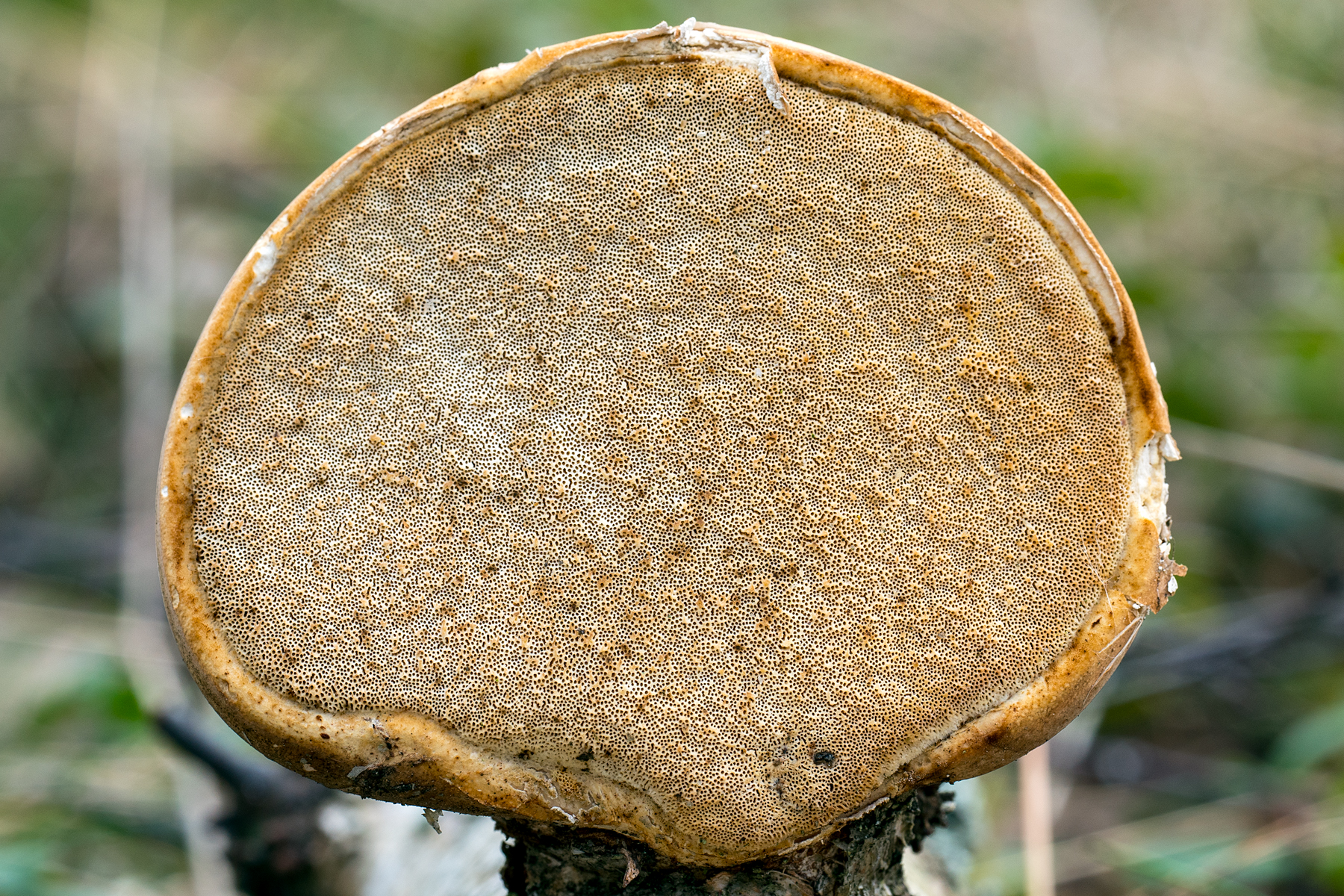
Äldre björkticka - undersida.

## Användning
Tickan är lätt och porös som torkad, och har bland annat använts som kork till flöten vid fiske. Tickan användes förr ofta som nåldyna, ibland tygklädd. Den har också använts för att sticka in knivar och andra verktyg i vid förvaring och även till rakknivar som rakstrigel.
Den har också använts som medel mot myggor genom att den torkade björktickan eldats vid öppen eld.
Ett annat sätt att använda svampen var dess röta i björkveden. Den rötade veden lär ha fungerat som polermedel i urmakerier på den tiden som klockor innehöll större mekaniska delar.